# Hans Peter Bull

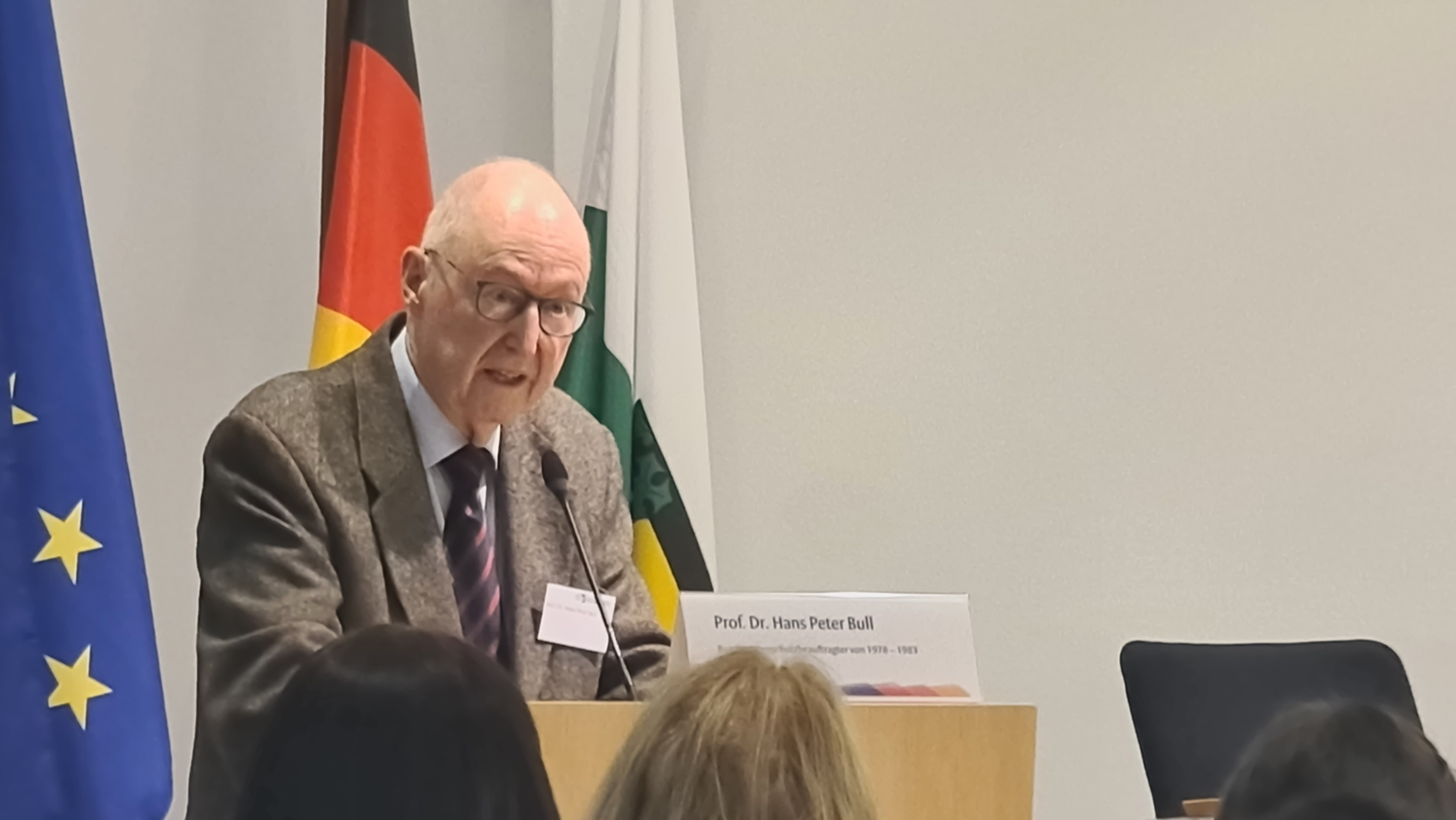
Hans Peter Bull am 15. Dezember 2023 bei der Festveranstaltung 40 Jahre Volkszählung, 40 Jahre informationelle Selbstbestimmung.

Hans Peter Bull (* 17. Oktober 1936 in Lübben (Spreewald), Provinz Brandenburg) ist ein deutscher Staats- und Verwaltungsrechtler sowie ehemaliger Politiker (SPD). Er war Professor für öffentliches Recht an der Universität Hamburg. Von 1978 bis 1983 war er der erste Bundesbeauftragte für den Datenschutz. In den Jahren 1988 bis 1995 war er in den Kabinetten Engholm I und II sowie unter Kabinett Simonis I Innenminister des Landes Schleswig-Holstein.

## Leben
Bull wurde als Sohn des Richters und Rechtsanwalts Hans-Joachim Bull (1906–1977) und dessen Frau Ilse, geborene Havenstein, geboren. Er besuchte ab 1947 die Schule in Hamburg. Nach dem Abitur studierte er von 1956 bis 1960 Rechtswissenschaften in Hamburg, Marburg und an der Freien Universität Berlin. Es folgten 1963 die Promotion zum Doktor der Rechte und 1966 das zweite Staatsexamen. 1972 schließlich habilitierte sich Bull für Staats- und Verwaltungsrecht.
Seit 1967 ist Bull Mitglied der SPD, bei der er in Hamburg das Amt des Vorsitzenden der Landesschiedskommission übernahm. Von 1973 bis 1978 war Bull als Professor für öffentliches Recht an der Universität Hamburg tätig; von 1978 bis 1983 war er Bundesbeauftragter für den Datenschutz. Zwischen 1983 und 1988 nahm er dann seine Tätigkeit als Professor an der Universität Hamburg wieder auf, bis er 1988 Innenminister des Landes Schleswig-Holstein wurde. Dieses Amt nahm er bis zum Jahr 1995 in den SPD-geführten Kabinetten Engholm I und II sowie Simonis I wahr. Seitdem ist Bull wieder als Professor an der Universität Hamburg tätig, seit 2002 im Ruhestand. Von 1997 bis 2003 bekleidete er das Amt eines stellvertretenden Vorsitzenden der Bundesschiedskommission der SPD. Darüber hinaus ist Bull Mitglied der Arbeitsgemeinschaft sozialdemokratischer Juristen (AsJ) in Hamburg.
Heute nimmt er eine im Vergleich zu amtierenden Datenschützern eher moderate Haltung ein, was nicht zuletzt auf seine Tätigkeit als Landesinnenminister zurückzuführen sein mag. Datenschutz sieht er nicht als Wert an sich an, sondern lediglich als Gegengewicht und Korrekturmittel gegen eine missbräuchliche Datenverarbeitung. Den extensiven Datenschutz, wie ihn beispielsweise Simitis, Bäumler und Weichert vertreten, lehnt er als Bevormundung und Entmündigung des Bürgers ab. Stattdessen betont er die Stellung des Einzelnen als gemeinschaftsbezogenes Wesen und weist auf das Erfordernis eines sozialadäquaten Informationsflusses hin.
Seit 2021 ist er Mitglied im Netzwerk Wissenschaftsfreiheit.
Bull ist verheiratet und hat zwei Kinder.

## Publikationen (Auswahl)
- Verwaltung durch Maschinen. Rechtsprobleme der Technisierung der Verwaltung. 2. Auflage, Grote, Köln und Berlin 1964, zugleich: Dissertation, Hamburg 1964.
- Die Staatsaufgaben nach dem Grundgesetz. 2. Auflage, Athenäum-Verlag, Kronberg/Ts. 1977, ISBN 3-7610-6136-6; zugleich: Habilitationsschrift, Universität Hamburg, 1972.
- Vorwort zu Karl Twesten: Der preußische Beamtenstaat (1866), Neudruck. Darmstadt 1979, ISBN 3-534-07727-X
- Ziele und Mittel des Datenschutzes. Forderungen zur Novellierung des Bundesdatenschutzgesetzes. Athenäum, Königstein/Ts. 1981, ISBN 3-7610-6351-2.
- Allgemeines Verwaltungsrecht. Ein Lehrbuch. Athenäum-Verlag, Königstein/Ts. 1982, ISBN 3-7610-6378-4; 8. Auflage mit Veith Mehde unter dem Titel: Allgemeines Verwaltungsrecht mit Verwaltungslehre. Müller, Heidelberg [u. a.] 2009, ISBN 978-3-8114-9701-6
- Datenschutz oder die Angst vor dem Computer. Piper-Verlag, München 1984, ISBN 3-492-02863-2.
- Absage an den Staat? Warum Deutschland besser ist als sein Ruf. Vorwärts Buch, Berlin 2005, ISBN 3-86602-095-3.
- Datenschutz, Informationsfreiheit und Rechtspolitik. Gesammelte Aufsätze. Duncker und Humblot, Berlin 2005, ISBN 3-428-11759-X.
- Vom Staatsdiener zum öffentlichen Dienstleister. Zur Zukunft des Dienstrechts. edition sigma, Berlin 2006, ISBN 978-3-89404-747-4.